# Panny z Wilka
Panny z Wilka é um filme de drama polonês de 1979 dirigido e escrito por Andrzej Wajda. Foi indicado ao Oscar de melhor filme estrangeiro na edição de 1980, representando a Polônia.

## Elenco
- Daniel Olbrychski - Wiktor Ruben
- Anna Seniuk - Julcia
- Maja Komorowska - Jola
- Stanislawa Celinska - Zosia
- Krystyna Zachwatowicz - Kazia
- Christine Pascal - Tunia
- Zbigniew Zapasiewicz
- Zofia Jaroszewska
- Tadeusz Bialoszczynski
- Paul Guers